# 1.500 metres llisos
Els 1.500 metres llisos són la prova estrella de mig fons de l'atletisme. Cal fer-hi tres voltes i tres quarts a la pista per tal de completar-la.
En la seva modalitat masculina formen part del programa oficial dels Jocs Olímpics moderns des de la seva primera edició celebrada a Atenes el 1896. La modalitat femenina no debutaria fins als Jocs de 1972 a Múnic.

## Rècords
- actualitzat a 7 de febrer de 2025[1][2]

| Àrea                                 | Homes      | Homes              | Homes        | Dones      | Dones           | Dones           |
| Àrea                                 | Temps (s)  | Atleta             | País         | Temps (s)  | Atleta          | País            |
| ------------------------------------ | ---------- | ------------------ | ------------ | ---------- | --------------- | --------------- |
| Àfrica                               | 3:26.00 WR | Hicham El Guerrouj | Marroc       | 3:49.04 WR | Faith Kipyegon  | Kenya           |
| Amèrica del Nord, Central i el Carib | 3:27.65    | Cole Hocker        | Estats Units | 3:54.99    | Shelby Houlihan | Estats Units    |
| Amèrica del Sud                      | 3:33.25    | Hudson de Souza    | Brasil       | 4:05.67    | Letitia Vriesde | Surinam         |
| Àsia                                 | 3:29.14    | Rashid Ramzi       | Bahrain      | 3:50.46    | Yunxia Qu       | R.P. de la Xina |
| Europa                               | 3:26.73    | Jakob Ingebrigtsen | Noruega      | 3:51.95    | Sifan Hassan    | Països Baixos   |
| Oceania                              | 3:29.41    | Oliver Hoare       | Austràlia    | 3:50.83    | Jessica Hull    | Austràlia       |

## Millors marques mundials

### Masculines
- actualitzat a 7 de febrer de 2025.[3]

| Posició | Marca   | Atleta             | Federació    | Data                 | Lloc        | Ref.  |
| ------- | ------- | ------------------ | ------------ | -------------------- | ----------- | ----- |
| 1       | 3:26.00 | Hicham El Guerrouj | Marroc       | 14 de juliol de 1998 | Roma        |       |
| 2       | 3:26.34 | Bernard Lagat      | Kenya        | 24 d'agost de 2001   | Brussel·les |       |
| 3       | 3:26.69 | Asbel Kiprop       | Kenya        | 17 de juliol de 2015 | Monaco      | [ 4 ] |
| 4       | 3:26.73 | Jakob Ingebrigtsen | Noruega      | 12 de juliol de 2024 | Monaco      | [ 5 ] |
| 5       | 3:27.37 | Noureddine Morceli | Algèria      | 12 de juliol de 1995 | Niça        |       |
| 6       | 3:27.64 | Silas Kiplagat     | Kenya        | 18 de juliol de 2014 | Mònaco      | [ 6 ] |
| 7       | 3:27.65 | Cole Hocker        | Estats Units | 6 d'agost de 2024    | París       | [ 7 ] |
| 8       | 3:27.79 | Josh Kerr          | Regne Unit   | 6 d'agost de 2024    | París       | [ 8 ] |
| 9       | 3:27.80 | Yared Nuguse       | Estats Units | 6 d'agost de 2024    | París       | [ 9 ] |
| 10      | 3:28.12 | Noah Ngeny         | Kenya        | 11 d'agost de 2000   | Zúric       |       |

### Millors marques femenines
- actualitzat a 7 de febrer de 2025.[10]

| Posició | Marca   | Atleta            | Federació       | Data                   | Lloc        | Ref    |
| ------- | ------- | ----------------- | --------------- | ---------------------- | ----------- | ------ |
| 1       | 3:49.04 | Faith Kipyegon    | Kenya           | 7 de juliol de 2024    | París       | [ 11 ] |
| 2       | 3:50.07 | Genzebe Dibaba    | Etiòpia         | 17 de juliol de 2015   | Fontvieille | [ 12 ] |
| 3       | 3:50.30 | Gudaf Tsegay      | Etiòpia         | 20 d'abril de 2024     | Xiamen      | [ 13 ] |
| 4       | 3:50.46 | Yunxia Qu         | R.P. de la Xina | 11 de setembre de 1993 | Beijing     |        |
| 5       | 3:50.83 | Jessica Hull      | Austràlia       | 7 de juliol de 2024    | París       | [ 14 ] |
| 6       | 3:50.98 | Bo Jiang          | R.P. de la Xina | 18 d'octubre de 1997   | Xangai      |        |
| 7       | 3:51.34 | Yinglai Lang      | R.P. de la Xina | 18 d'octubre de 1997   | Xangai      |        |
| 8       | 3:51.92 | Junxia Wang       | R.P. de la Xina | 11 de setembre de 1993 | Beijing     |        |
| 9       | 3:51.95 | Sifan Hassan      | Països Baixos   | 5 d'octubre de 2019    | Doha        | [ 15 ] |
| 10      | 3:52.47 | Tatyana Kazankina | Unió Soviètica  | 13 d'agost de 1980     | Zúric       |        |

## Campions olímpics

### Homes
| Edició                       | Or                 | Plata              | Bronze              |
| 1896 Atenes detalls          | Edwin Flack        | Arthur Blake       | Albin Lermusiaux    |
| 1900 París detalls           | Charles Bennett    | Henri Deloge       | John Bray           |
| 1904 St. Louis detalls       | Jim Lightbody      | William Verner     | Lacey Hearn         |
| 1908 Londres detalls         | Mel Sheppard       | Harold Wilson      | Norman Hallows      |
| 1912 Estocolm detalls        | Arnold Jackson     | Abel Kiviat        | Norman Taber        |
| 1920 Anvers detalls          | Albert Hill        | Philip Baker       | Lawrence Shields    |
| 1924 París detalls           | Paavo Nurmi        | Willy Schärer      | Henry Stallard      |
| 1928 Amsterdam detalls       | Harry Larva        | Jules Ladoumègue   | Eino Purje          |
| 1932 Los Angeles detalls     | Luigi Beccali      | Jerry Cornes       | Phil Edwards        |
| 1936 Berlín detalls          | Jack Lovelock      | Glenn Cunningham   | Luigi Beccali       |
| 1948 Londres detalls         | Henry Eriksson     | Lennart Strand     | Wim Slijkhuis       |
| 1952 Hèlsinki detalls        | Josy Barthel       | Bob McMillen       | Werner Lueg         |
| 1956 Melbourne detalls       | Ron Delany         | Klaus Richtzenhain | John Landy          |
| 1960 Roma detalls            | Herb Elliott       | Michel Jazy        | István Rózsavölgyi  |
| 1964 Tòquio detalls          | Peter Snell        | Josef Odložil      | John Davies         |
| 1968 Ciutat de Mèxic detalls | Kipchoge Keino     | Jim Ryun           | Bodo Tümmler        |
| 1972 Múnic detalls           | Pekka Vasala       | Kipchoge Keino     | Rod Dixon           |
| 1976 Mont-real detalls       | John Walker        | Ivo van Damme      | Paul-Heinz Wellmann |
| 1980 Moscou detalls          | Sebastian Coe      | Jürgen Straub      | Steve Ovett         |
| 1984 Los Angeles detalls     | Sebastian Coe      | Steve Cram         | José Manuel Abascal |
| 1988 Seül detalls            | Peter Rono         | Peter Elliott      | Jens-Peter Herold   |
| 1992 Barcelona detalls       | Fermín Cacho       | Rachid El Basir    | Mohammed Suleiman   |
| 1996 Atlanta detalls         | Noureddine Morceli | Fermín Cacho       | Stephen Kipkorir    |
| 2000 Sydney detalls          | Noah Ngeny         | Hicham El Guerrouj | Bernard Lagat       |
| 2004 Atenes detalls          | Hicham El Guerrouj | Bernard Lagat      | Rui Silva           |
| 2008 Pequín detalls          | Asbel Kiprop       | Nick Willis        | Mehdi Baala         |
| 2012 Londres detalls         | Taoufik Makhloufi  | Leonel Manzano     | Abdalaati Iguider   |
| 2016 Rio detalls             | Matthew Centrowitz | Taoufik Makhloufi  | Abdalaati Iguider   |
| 2020 Tòquio detalls          | Jakob Ingebrigtsen | Timothy Cheruiyot  | Josh Kerr           |
| 2024 París detalls           | Cole Hocker        | Josh Kerr          | Yared Nuguse        |

### Dones
| Edició                   | Or                  | Plata                 | Bronze             |
| 1972 Múnic detalls       | Liudmila Bràguina   | Gunhild Hoffmeister   | Paola Cacchi       |
| 1976 Mont-real detalls   | Tatyana Kazankina   | Gunhild Hoffmeister   | Ulrike Klapezynski |
| 1980 Moscou detalls      | Tatyana Kazankina   | Christiane Wartenberg | Nadejda Olizarenko |
| 1984 Los Angeles detalls | Gabriella Dorio     | Doina Melinte         | Maricica Puică     |
| 1988 Seül detalls        | Paula Ivan          | Laimutė Baikauskaitė  | Tetyana Samolenko  |
| 1992 Barcelona detalls   | Hassiba Boulmerka   | Lyudmila Rogachova    | Qu Yunxia          |
| 1996 Atlanta detalls     | Svetlana Masterkova | Gabriela Szabó        | Theresia Kiesl     |
| 2000 Sydney detalls      | Nouria Mérah-Benida | Violeta Székely       | Gabriela Szabó     |
| 2004 Atenes detalls      | Kelly Holmes        | Tatyana Tomashova     | Maria Cioncan      |
| 2008 Pequín detalls      | Nancy Lagat         | Iryna Lishchynska     | Nataliya Tobias    |
| 2012 Londres detalls     | Sense assignar      | Gamze Bulut           | Maryam Yusuf Jamal |
| 2016 Rio detalls         | Faith Kipyegon      | Genzebe Dibaba        | Maryam Yusuf Jamal |
| 2020 Tòquio detalls      | Faith Kipyegon      | Laura Muir            | Sifan Hassan       |
| 2024 París detalls       | Faith Kipyegon      | Jessica Hull          | Georgia Bell       |

## Campions mundials

### Homes
| Championships  | Or                       | Plata                    | Bronze                     |
| Helsinki 1983  | Steve Cram (GBR)         | Steve Scott (EUA)        | Saïd Aouita (MAR)          |
| Roma 1987      | Abdi Bile (SOM)          | José Luis González (ESP) | Jim Spivey (EUA)           |
| Tokyo 1991     | Noureddine Morceli (ALG) | Wilfred Kirochi (KEN)    | Hauke Fuhlbrügge (GER)     |
| Stuttgart 1993 | Noureddine Morceli (ALG) | Fermín Cacho (ESP)       | Abdi Bile (SOM)            |
| Göteborg 1995  | Noureddine Morceli (ALG) | Hicham El Guerrouj (MAR) | Vénuste Niyongabo (BDI)    |
| Atenes 1997    | Hicham El Guerrouj (MAR) | Fermín Cacho (ESP)       | Reyes Estévez (ESP)        |
| Sevilla 1999   | Hicham El Guerrouj (MAR) | Noah Ngeny (KEN)         | Reyes Estévez (ESP)        |
| Edmonton 2001  | Hicham El Guerrouj (MAR) | Bernard Lagat (KEN)      | Driss Maazouzi (FRA)       |
| París 2003     | Hicham El Guerrouj (MAR) | Mehdi Baala (FRA)        | Ivan Heshko (UKR)          |
| Helsinki 2005  | Rashid Ramzi (BHR)       | Adil Kaouch (MAR)        | Rui Silva (POR)            |
| Osaka 2007     | Bernard Lagat (EUA)      | Rashid Ramzi (BHR)       | Shedrack Kibet Korir (KEN) |
| Berlín 2009    | Yusuf Saad Kamel (BHR)   | Deresse Mekonnen (ETH)   | Bernard Lagat (EUA)        |
| Daegu 2011     | Asbel Kiprop (KEN)       | Silas Kiplagat (KEN)     | Matthew Centrowitz (EUA)   |
| Moscou 2013    | Asbel Kiprop (KEN)       | Matthew Centrowitz (EUA) | Johan Cronje (RSA)         |
| Beijing 2015   | Asbel Kiprop (KEN)       | Elijah Manangoi (KEN)    | Abdalaati Iguider (MAR)    |
| Londres 2017   | Elijah Manangoi (KEN)    | Timothy Cheruiyot (KEN)  | Filip Ingebrigtsen (NOR)   |
| Doha 2019      | Timothy Cheruiyot (KEN)  | Taoufik Makhloufi (ALG)  | Marcin Lewandowski (POL)   |
| Eugene 2022    | Jake Wightman (GBR)      | Jakob Ingebrigtsen (NOR) | Mohamed Katir (ESP)        |
| Budapest 2023  | Josh Kerr (GBR)          | Jakob Ingebrigtsen (NOR) | Narve Gilje Nordas (NOR)   |

### Dones
| Championships  | Or                        | Plata                    | Bronze                       |
| Helsinki 1983  | Mary Decker (EUA)         | Zamira Zaytseva (URS)    | Yekaterina Podkopayeva (URS) |
| Roma 1987      | Tetyana Samolenko (URS)   | Hildegard Körner (GDR)   | Doina Melinte (ROU)          |
| Tokyo 1991     | Hassiba Boulmerka (ALG)   | Tetyana Dorovskikh (URS) | Lyudmila Rogachova (URS)     |
| Stuttgart 1993 | Liu Dong (CHN)            | Sonia O'Sullivan (IRL)   | Hassiba Boulmerka (ALG)      |
| Göteborg 1995  | Hassiba Boulmerka (ALG)   | Kelly Holmes (GBR)       | Carla Sacramento (POR)       |
| Atenes 1997    | Carla Sacramento (POR)    | Regina Jacobs (EUA)      | Anita Weyermann (SUI)        |
| Sevilla 1999   | Svetlana Masterkova (RUS) | Regina Jacobs (EUA)      | Kutre Dulecha (ETH)          |
| Edmonton 2001  | Gabriela Szabo (ROU)      | Violeta Szekely (ROU)    | Natalya Gorelova (RUS)       |
| París 2003     | Tatyana Tomashova (RUS)   | Süreyya Ayhan (TUR)      | Hayley Tullett (GBR)         |
| Helsinki 2005  | Tatyana Tomashova (RUS)   | Olga Yegorova (RUS)      | Bouchra Ghezielle (FRA)      |
| Osaka 2007     | Maryam Yusuf Jamal (BHR)  | Iryna Lishchynska (UKR)  | Daniela Yordanova (BUL)      |
| Berlín 2009    | Maryam Yusuf Jamal (BHR)  | Lisa Dobriskey (GBR)     | Shannon Rowbury (EUA)        |
| Daegu 2011     | Jennifer Simpson (EUA)    | Hannah England (GBR)     | Natalia Rodríguez (ESP)      |
| Moscou 2013    | Abeba Aregawi (SWE)       | Jennifer Simpson (EUA)   | Hellen Obiri (KEN)           |
| Beijing 2015   | Genzebe Dibaba (ETH)      | Faith Kipyegon (KEN)     | Sifan Hassan (NED)           |
| Londres 2017   | Faith Kipyegon (KEN)      | Jennifer Simpson (EUA)   | Caster Semenya (RSA)         |
| Doha 2019      | Sifan Hassan (NED)        | Faith Kipyegon (KEN)     | Gudaf Tsegay (ETH)           |
| Eugene 2022    | Faith Kipyegon (KEN)      | Gudaf Tsegay (ETH)       | Laura Muir (GBR)             |
| Budapest 2023  | Faith Kipyegon (KEN)      | Diribe Welteji (ETH)     | Sifan Hassan (NED)           |